# Unione Sportiva Palermo 1955-1956
Questa voce raccoglie le informazioni riguardanti l'Unione Sportiva Palermo nelle competizioni ufficiali della stagione 1955-1956.

## Stagione
Dura solo due anni il purgatorio del Palermo, perché nel campionato di Serie B 1955-1956 ottiene un 2º posto (47 punti e minor numero di sconfitte, 4) e la promozione in massima serie, giunta con due turni di anticipo. Il reparto migliore della squadra è la difesa, mentre il miglior marcatore risulta Franco Maselli con 7 gol.

## Divise

Una formazione del Palermo nella stagione 1955-1956

| 1ª divisa |

## Organigramma societario
Area direttiva
- Presidente: Giuseppe Trapani

Area tecnica
- Allenatore: Carlo Rigotti

## Rosa
| N. |                   | Ruolo | Calciatore              |
| -- | ----------------- | ----- | ----------------------- |
|    | Italia (bandiera) | P     | Elio Angelini           |
|    | Italia (bandiera) | P     | Vincenzo Biondo         |
|    | Italia (bandiera) | P     | Carlo Alberto Cernuschi |
|    | Italia (bandiera) | D     | Giovanni Ballico        |
|    | Italia (bandiera) | D     | Pietro Bettoli          |
|    | Italia (bandiera) | D     | Giovanni Griffith       |
|    | Italia (bandiera) | C     | Enzo Benedetti          |
|    | Italia (bandiera) | C     | Vittorio Bergamo        |
|    | Italia (bandiera) | C     | Benigno De Grandi       |
|    | Italia (bandiera) | C     | Giovanni Mialich        |

| N. |                   | Ruolo | Calciatore        |
| -- | ----------------- | ----- | ----------------- |
|    | Italia (bandiera) | C     | Francesco Russo   |
|    | Italia (bandiera) | A     | Alvaro Biagini    |
|    | Italia (bandiera) | A     | Onorio Busnelli   |
|    | Italia (bandiera) | A     | Renato Fioravanti |
|    | Italia (bandiera) | A     | Carlo Lucchesi    |
|    | Italia (bandiera) | A     | Renato Luosi      |
|    | Italia (bandiera) | A     | Franco Maselli    |
|    | Italia (bandiera) | A     | Mario Pistacchi   |
|    | Italia (bandiera) | A     | Gianni Sandri     |
|    | Italia (bandiera) | A     | Ennio Testa       |

## Risultati

### Serie B

#### Girone di andata
| Arbitro: | Moriconi (Roma) |

|  |           |                |
|  | Marcatori | 24’ Fioravanti |

| Arbitro: | Marangio (Roma) |

|                                      |           |                                |
| Fioravanti 27’ Testa 37’ Bergamo 54’ | Marcatori | 8’ Caprile 57’ (aut.) Griffith |

| Arbitro: | Canepa (Genova) |

|                     |           |  |
| Mezzadri 19’ (aut.) | Marcatori |  |

| Arbitro: | Guarnaschelli (Pavia) |

|                                                               |           |                      |
| Bredesen 29’ Fontanesi 34’, 39’ Pinardi 59’ (rig.) Secchi 75’ | Marcatori | 86’ (rig.) Pistacchi |

| Arbitro: | Griggi (Brescia) |

|           |           |               |
| Mosca 47’ | Marcatori | 57’ De Grandi |

| Arbitro: | Corallo (Lecce) |

|                        |           |  |
| Maselli 25’ Sandri 52’ | Marcatori |  |

| Arbitro: | Alterio (Roma) |

|              |           |  |
| Lucchesi 58’ | Marcatori |  |

| Arbitro: | Piemonte (Monfalcone) |

|  |           |             |
|  | Marcatori | 59’ Maselli |

| Arbitro: | Ferrari (Milano) |

|  |           |             |
|  | Marcatori | 55’ Maselli |

| Arbitro: | Marangio (Roma) |

|                            |           |           |
| Pistacchi 21’ Lucchesi 30’ | Marcatori | 81’ Grisa |

| Palermo 11 dicembre 1955 | Palermo           | 0 – 0 | Cagliari | Stadio La Favorita\| Arbitro: \| Marchese (Napoli) \| |
| Arbitro:                 | Marchese (Napoli) |       |          |                                                       |

| Arbitro: | Bonetto (Torino) |

|                |           |           |
| Pistorello 61’ | Marcatori | 89’ Luosi |

| Arbitro: | Rigato (Mestre) |

|                 |           |                |
| Tinazzi 4’, 39’ | Marcatori | 36’ Fioravanti |

| Arbitro: | Adami (Roma) |

|               |           |  |
| Fioravanti 5’ | Marcatori |  |

| Arbitro: | Bartolomei (Roma) |

|           |           |  |
| Testa 69’ | Marcatori |  |

| Arbitro: | Marchetti (Milano) |

|               |           |           |
| Spikofski 43’ | Marcatori | 28’ Luosi |

| Arbitro: | Maghernino (San Severo) |

|           |           |  |
| Luosi 28’ | Marcatori |  |

#### Girone di ritorno
| Arbitro: | Alterio (Roma) |

|                |           |  |
| Fioravanti 89’ | Marcatori |  |

| Arbitro: | Liverani (Torino) |

|               |           |           |
| Bettolini 48’ | Marcatori | 62’ Luosi |

| Arbitro: | Marchese (Napoli) |

|            |           |  |
| Gritti 89’ | Marcatori |  |

| Arbitro: | Campanati (Milano) |

|            |           |               |
| Sandri 79’ | Marcatori | 41’ Menegotti |

| Arbitro: | Ferrari (Milano) |

|             |           |  |
| Maselli 71’ | Marcatori |  |

| Arbitro: | Bonetto (Torino) |

|                        |           |                      |
| Buzzin 8’ Bertucco 51’ | Marcatori | 7’ Maselli 70’ Luosi |

| Arbitro: | Campanati (Milano) |

|  |           |             |
|  | Marcatori | 82’ Maselli |

| Arbitro: | Maghernino (San Severo) |

|               |           |  |
| Pistacchi 50’ | Marcatori |  |

| Arbitro: | Grillo (Afragola) |

|              |           |  |
| Pistacchi 3’ | Marcatori |  |

| Arbitro: | Marchese (Napoli) |

|                                       |           |                                          |
| Bellotti 4’ Geminiani 48’ Remonti 55’ | Marcatori | 5’ Testa 66’ (rig.) Luosi 81’ Fioravanti |

| Arbitro: | Grillo (Afragola) |

|               |           |               |
| Pantaleoni 3’ | Marcatori | 88’ Pistacchi |

| Arbitro: | Marchese (Napoli) |

|           |           |           |
| Testa 63’ | Marcatori | 55’ Borri |

| Palermo 13 maggio 1956 | Palermo         | 0 – 0 | Alessandria | Stadio La Favorita\| Arbitro: \| Marangio (Roma) \| |
| Arbitro:               | Marangio (Roma) |       |             |                                                     |

| Arbitro: | Rigato (Mestre) |

|                |           |              |
| Bersellini 56’ | Marcatori | 7’ De Grandi |

| Arbitro: | De Gregorio (Legnano) |

|                          |           |                                   |
| Taccola 9’ Bernardis 37’ | Marcatori | 1’ Sandri 3’ Lucchesi 19’ Maselli |

| Arbitro: | Maghernino (San Severo) |

|                                    |           |                                |
| Sandri 23’ Bergamo 44’ Ballico 70’ | Marcatori | 54’ Spikofski 65’, 68’ Quoiani |

| Arbitro: | Angelini (Firenze) |

|                                                         |           |  |
| Amicarelli 7’, 69’ Baucè 39’ Foglia 64’ Massagrande 78’ | Marcatori |  |

## Statistiche

### Statistiche di squadra
| Competizione | Punti | In casa | In casa | In casa | In casa | In casa | In casa | In trasferta | In trasferta | In trasferta | In trasferta | In trasferta | In trasferta | Totale | Totale | Totale | Totale | Totale | Totale | DR |
| Competizione | Punti | G       | V       | N       | P       | Gf      | Gs      | G            | V            | N            | P            | Gf           | Gs           | G      | V      | N      | P      | Gf     | Gs     | DR |
| ------------ | ----- | ------- | ------- | ------- | ------- | ------- | ------- | ------------ | ------------ | ------------ | ------------ | ------------ | ------------ | ------ | ------ | ------ | ------ | ------ | ------ | -- |
| Serie B      | 47    | 17      | 12      | 5       | 0       | 21      | 8       | 17           | 5            | 8            | 4            | 20           | 26           | 34     | 17     | 13     | 4      | 41     | 34     | +7 |

### Statistiche dei giocatori[3]
| Giocatore       | Serie B  | Serie B | Serie B     | Serie B    |
| Giocatore       | Presenze | Reti    | Ammonizioni | Espulsioni |
| --------------- | -------- | ------- | ----------- | ---------- |
| E. Angelini     | 24       | -?      | ?           | ?          |
| G. Ballico      | 20       | 1       | ?           | ?          |
| E. Benedetti    | 25       | 0       | ?           | ?          |
| V. Bergamo      | 22       | 2       | ?           | ?          |
| P. Bettoli      | 34       | 0       | ?           | ?          |
| A. Biagini      | 6        | 0       | ?           | ?          |
| V. Biondo       | 1        | -5      | ?           | ?          |
| O. Busnelli     | 25       | 0       | ?           | ?          |
| C. A. Cernuschi | 9        | -?      | ?           | ?          |
| B. De Grandi    | 18       | 2       | ?           | ?          |
| R. Fioravanti   | 19       | 6       | ?           | ?          |
| G. Griffith     | 19       | 0       | ?           | ?          |
| C. Lucchesi     | 15       | 3       | ?           | ?          |
| R. Luosi        | 23       | 6       | ?           | ?          |
| F. Maselli      | 27       | 7       | ?           | ?          |
| G. Mialich      | 26       | 0       | ?           | ?          |
| M. Pistacchi    | 15       | 5       | ?           | ?          |
| F. Russo        | 8        | 0       | ?           | ?          |
| G. Sandri       | 15       | 4       | ?           | ?          |
| E. Testa        | 26       | 4       | ?           | ?          |